# 享活誌
《Q-life！永和享活誌》（英文：Q-life！），一般簡稱為《享活誌》，是在台灣新北市永和區所發行的免費刊物，內容以雙和地區（永和區、中和區）相關的人事物為主，是一份關於永和地區人文、藝術、歷史、環保與公益的社區報紙，讓居住在永和區的居民都能更了解周遭訊息。目前實體發行暫時中止，但網路訊息持續發布中。

## 發行
2007年由一群永和出生長大的年輕人所創立出來的刊物，主要發行區域為新北市永和區及中和區，並可於雙和地區約一百多家各式店家及圖書館、區公所、就業服務站等地免費索取。「享活」名稱由來為「享受生活」之簡稱，希望市民在忙碌的生活裡，能恣意地享受生活；而英文名稱「Q-life」則呼應了享受生活而得到更有Quality（優質）的生活。發行日原為每月五日發行，但目前已停止實體刊物發行，改為網路訊息傳遞。

## 出版品
《新生地—多元社區文化》
《永和分鄉設鎮五十周年元旦特刊》

## 外部連結
- Q-life！永和享活誌 （页面存档备份，存于）